# La Copa
La Copa és una element escultural del 1924 situada al Passeig de Canalejas a Girona, inclosa a l'Inventari del Patrimoni Arquitectònic de Catalunya.

## Descripció
És un element escultural que presenta un alt basament de planta rectangular realitzat en pedra de Girona. La base forma diferents motllures que recorren el perímetre. Al damunt hi ha una copa treballada també en pedra del mateix tipus que el basament.

## Història
Segons J. Fabre, aquest element decoratiu va ser fet a imitació dels vasos grecs que hi ha als Jardins de les Teuleries, a París. El disseny fou decidit per l'arquitecte municipal Giralt Casadesús. Originàriament era instal·lat a l'avinguda Ramon Folch, davant de l'edifici de Correus. El 1933 fou retirat del lloc, segurament perquè feia nosa a la Fira Comercial.